# كامبل سينجر
كامبل سينجر (بالإنجليزية: Campbell Singer)‏ هو ممثل بريطاني (وحمل سابقاً جنسية المملكة المتحدة لبريطانيا العظمى وأيرلندا)، ولد في 16 مارس 1909 بلندن في المملكة المتحدة، وتوفي بنفس المكان في 1 مارس 1976.

## وصلات خارجية
- كامبل سينجر على موقع IMDb (الإنجليزية)
- كامبل سينجر على موقع قاعدة بيانات برودواي على الإنترنت (الإنجليزية)
- كامبل سينجر على موقع قاعدة بيانات الفيلم (الإنجليزية)